# Manolis Anagnostakis
Manolis Anagnostakis (Salónica, 10 de marzo de 1925 – Atenas, 23 de junio de 2005) fue un poeta griego y crítico en la vanguardia de los movimientos poéticos marxista y existencialista que surgieron durante la guerra civil griega a finales de los años 1940. Anagnostakis fue un líder entre sus contemporáneos e influyó en la generación de poetas inmediatamente posterior a él. Sus poemas han recibido los máximos honores entre los premios a las letras griegas y han sido interpretados por los músicos contemporáneos de su país. A pesar de los reconocimientos, Philip Ramp, el traductor de su poesía al inglés, advierte que Anagnostakis es "el menos conocido para el público de habla inglesa de los principales poetas griegos de su generación".(FALTA CITA)

## Biografía y obras
Manolis Anagnostakis nació el 10 de marzo de 1925 en Salónica. Ya en la escuela primaria mostró su talento para componer versos con una facilidad excepcional. En 1940 lee los poemarios de los autores griegos más reconocidos en la época. Se trata de los bardos de la generación de 1930, especialmente los surrealistas Giorgos Seferis, Yannis Ritsos y Nikos Engonopoulos. El mismo año (a los quince de edad) escribe sus primeros versos patrióticos, después de la declaración de guerra contra la Italia fascista. El joven Manolis se inició publicando con el poema Molon Lave (Ven y tómalas) en el periódico Neos Cosmos (El Nuevo Mundo), en 1941. El segundo poema suyo publicado un año después bajo el título 1870-1942 supuso el primer éxito de Anagnostakis en el campo de las letras. 
Durante la ocupación fue miembro de la organización EPON (Eniaia Panelladiki Organosi Neon, Organización Panhelénica Unida de la Juventud), una organización de resistencia contra el fascismo situada a la izquierda. 
Entre 1944 y 1945, cuando empezó a estudiar en la facultad de Medicina, Anagnostakis se convirtió en redactor jefe del periódico estudiantil Ksekínima (El principio) y ayudó también con la redacción de otro periódico, Fititis (El estudiante).
Del período de la ocupación y la guerra civil griega (1946 – 1949, inmediatamente después de la Segunda Guerra Mundial) es un ciclo de poemas particularmente representativo: Epojes (Épocas). El primer poemario del ciclo, bajo el título Epojes, fue publicado en 1945. Anagnostakis cooperó luego con muchos periódicos literarios, donde publicó sus trabajos.  En 1948 tradujo (con su amigo Kleitos Kyrou) las odas de Federico García Lorca a partir del francés y las publicó el mismo año. Anagnostakis volvió a traducir la obra de Lorca doce años después, en 1960. La colección Epojes 2 fue publicada en 1948, un poco después de que su autor hubiera sido detenido por participar ilegalmente en la EPON y fuera encarcelado en Eptapyrgio, la fortaleza medieval de Salónica. Ahí, junto con otros eponistas, fue condenado a muerte, pero la pena nunca se llegó a ejecutar. Algunos días antes del fusilamiento se habían abolido todas las penas de muerte y Anagnostakis salió de la cárcel en 1951, tres años después de su encarcelamiento. El mismo año publica el último libro de la serie, Epojes 3.
La segunda serie de la obra de Manolis Anagnostakis se llama Synejia (Continuación), de la que publica tres poemarios entre los años 1954 – 1962. El poeta finaliza los estudios de medicina especializándose en radiología en Viena. En 1959 crea el periódico Kritikí (Crítica) en colaboración con su mujer, Nora, del que fueron publicados solo 18 números entre los años 1959 y 1961. A pesar de su breve vida, el periódico siguió siendo uno de los más importantes de la crítica literaria griega. 
Hasta la anunciación de la Dictadura de los Coroneles en 1967 y durante la Junta publica artículos críticos de libros y películas, como también algunos artículos dedicados a la medicina. Los poemas escritos durante la Junta se publicaron en la edición completa de 1971 (que engloba poemas de entre 1941 y 1971) bajo el título Stojos (Objetivo). Son los últimos poemas de Anagnostakis.
Durante su vida recibe premios importantes de las letras griegas: en 1986 gana el Premio nacional de poesía y en 2002 el Gran Premio de Literatura.
Murió el 23 de junio de 2005.

## Características de la poesía
Manolis Anagnostakis es el primer representante y el poeta más conocido  de la generación poética, la llamada Primera Generación de la Posguerra, también denominada "la generación de la derrota". Otros poetas de la dicha generación son, por ejemplo, Aris Alexandrou, Miltos Sajturis, Titos Patrikios, Tasos Livaditis, Eleni Vakalo y Yannis Dallas.
La obra poética de Anagnostakis no es muy amplia; podemos decir que es más bien escasa en relación con el período temporal (más que treinta años). El autor se inspiró en la obra de los simbolistas franceses (Baudelaire y Apollinaire, que leyó en original), de quienes adoptó el verso libre. De entre los poetas griegos la mayor influencia la ejercían los autores de la generación de 1930 (principalmente Giorgos Seferis), Kostas Karyotakis y Konstantinos Kavafis. La voz poética de Anagnostakis es simple, realista o más bien pesimista. Aunque sigue las tradiciones de sus precedentes en cuanto a las formas, no las sigue en cuanto a temas e imágenes. Anagnostakis es un poeta de ciudad, de color gris. Nunca huye a la naturaleza o al mar como por ejemplo Odysséas Elýtis, no se ocupa de países lejanos. Elabora temas de sus propias experiencias, de las guerras que le tocó vivir. En sus versos sentimos la desilusión del ser humano y observamos una autocensura usando muchas veces puntos suspensivos. Hay también muchos versos entre paréntesis, lo cual es otra característica de su poesía.
Temáticamente, su poesía es frecuentemente tratada desde el punto de vista izquierdista o ideológico, pero a pesar de su orientación y su participación en el partido comunista, el poeta no glorifica el partido, aunque haga ciertas alusiones a él. Más bien se trata de existencialismo y realismo con una inclinación hacia el pesimismo.
Su obra está estrechamente relacionada con la realidad griega de aquel entonces, así como con sus experiencias personales. Probablemente son estas algunas de las causas de su escasa popularidad en el extranjero.
Su poesía es un verdadero y sincero testimonio sobre los años más duros del siglo XX, aunque, como dijo el mismo poeta, no se pueda expresar con palabras lo que pasó.

## Traducciones de Alfonso Silván Rodríguez
El ajedrez
Vamos a jugar.
Te regalaré mi reina
(Era para mí una vez la amada
Ahora no tengo ya la amada)
Te regalaré mis torres
(Ahora ya no abro fuego contra mis amigos
Han muerto tiempo antes que yo)
Y el rey este no fue nunca mío
Y después tantos soldados ¿Para qué los quiero?
(Tiran hacia adelante, ciegos, sin sueños siquiera)
Todo, hasta mis caballos te los daré
Sólo me quedaré con este locuelo
Que sabe ir únicamente por un color
Y zancadas de un extremo al otro
Riéndose ante esas tantas armaduras tuyas
Entrando en tus líneas de pronto
Removiendo los sólidos flancos.

Y no tiene fin esta partida.

M. Anagnostakis. De LA CONTINUACIÓN, 1954. (Alfonso Silván Rodríguez: La poesía de Cavafis en la obra poética de Manolis Anagnostakis: Panorama crítico y observaciones.)

Allí...
Allí lo encontrarás.

Una llave 
Que cogerás
Que sólo tú cogerás
Y empujarás la puerta
Abrirás la habitación
Abrirás las ventanas a la luz
Aturdidos los ratones se esconderán
Brillarán los espejos
Las lámparas se despertarán con el viento
Allí lo encontrarás
En alguna parte – entre las maletas y la chatarra
Los clavos cortados, dientes partidos,
Horquillas en las cojines, marcos con agujeros,
Madera chamuscada, timones de barcos.
Te quedarás unos momentos en la luz
Después cerrarás las ventanas
Las cortinas con cuidado
Revalidos los ratones te lamerán
Se oscurecerán los espejos
Se inmovilizarán las lámparas
Y tú cogerás la llave
Y con movimientos seguros sin remordimientos
Dejarás que ruede al albañal
Hondo, hondo en el agua espesa.

Entonces sabrás.
(Porque la poesía no es el modo para que hablemos
Sino el mejor muro para que ocultemos nuestro rostro.)

M.A. De LA CONTINUACIÓN, 1954. (Alfonso Silván Rodríguez: La poesía de Cavafis en la obra poética de Manolis Anagnostakis: Panorama crítico y observaciones.)

## Lista de las obras
- Εποχές  (Épocas) 1945
- Εποχές 2 (Épocas 2) 1948
- Εποχές 3 (Épocas 3) 1952
- Τα Ποιήματα (1941-1956) (Poemas) 1956
- Η Συνέχεια 3 (La Continuación 3) 1962
- Υπέρ και Κατά (Por y En contra) 1965
- Τα Ποιήματα (1941-1971) (Poemas) 1971
- Αντιδογματικά: Άρθρα και σημειώματα (1946-1977) (Antidogmas: Artículos y anotaciones) 1978
- Το περιθώριο '68-69 (El Margen) 1979
- Μανούσος Φάσσης: Παιδική Μούσα (Manousos Fassis: La Musa Infantil) 1980
- Υ.Γ. (P.D.) 1983
- Τα Συμπληρωματικά (σημειώσεις κριτικής) (Las Adiciones - notas críticas) 1985
- O ποιητής Μανούσος Φάσσης. Η ζωή και το έργο του. Μία πρώτη απόπειρα κριτικής προσέγγισης, (El poeta Manousos Fassis. La vida y la obra. La primera experiencia con la crítica literaria.) 1987
- Η χαμηλή φωνή: Τα λυρικά μιας περασμένης εποχής στους παλιούς ρυθμούς - μία προσωπική ανθολογία του Μανόλη Αναγνωστάκη (La voz tranquila: la poesía de los ritmos viejos - una antología personal de Manolis Anagnostakise) 1990

## Traducciones
Inglés:
• Poems. [trad.]: Philip Ramp. Beeston, Shoestring Press, 1998, pp. 103.
Español:
• Los Poemas (1941-1971) [trad.]: Alfonso Silván Rodríguez. Madrid, Ediciones Clásicas,
1996, pp. 309.
• Selección poética, [trad.]: Manuel González Rincón. Fin de Siglo, 11 (marzo de 1985), pp. 26-28 & 37-38.
• Diez poemas. [trad.]: Alfonso Silván Rodríguez. Cervantes, 1 (1986), pp. 58-77.
• Selección de poemas de… [trad.]: Manuel González Rincón. Alor Novissimo,
16,17,18 (octubre de 1988-junio de 1989), pp. 89-93.
Italiano:
• Poesie di. [trad.]: Paola Minucci. [s. l.]: Milella, 1978.
Griego-italiano:
• Poesie. [trad.]: Vincenzo Orsina. Milano: Crocetti Editore, 1997, pp. 247.
Serbocroata:
• Manolis Anagnostakis. Brodolom [trad.]: Zoran Mutic. Titograd: Univerzitetska
Rijec, 1990, pp. 48.
• Pesme [trad.]: Kseni Maritski Gatsanski. Smederevo: Smederevska Pesmitska
Jesen, 1997, pp. 163.
Griego-francés:
• Les poemes: (1941-1971). [trad.]: Xavier Bordes.Bruxelles: Le cri, pp. 270.
Griego-alemán:
• Balladen [trad.]: Niki Eideneier. Koln: Romiosini, 1987, pp. 288.
Checo
• En "Antología de la poesía griega: El blanco al lado del azul" (Antologie řecké poezie: Bílá v sousedství modré, Čs. spisovatel, 1. vyd., Praha 1986), 15 poemas de M.A.